# Bahía Drake
Bahía Drake (engelska: Drake Bay) är en vik i Costa Rica.   Den ligger i provinsen Puntarenas, i den södra delen av landet, 140 km söder om huvudstaden San José. Arean är 1,1 kvadratkilometer.